# Funkcja mierzalna
Funkcja mierzalna – funkcja zachowująca strukturę przestrzeni mierzalnych; stanowi ona naturalny kontekst dla teorii całkowania (w szczególności całki Lebesgue’a).
Funkcja między przestrzeniami mierzalnymi jest mierzalna, jeżeli przeciwobraz dowolnego zbioru mierzalnego jest mierzalny. Z punktu widzenia teorii kategorii funkcje mierzalne są morfizmami przestrzeni mierzalnych; jest to pojęcie analogiczne np. do funkcji ciągłych między przestrzeniami topologicznymi, czy homomorfizmów struktur algebraicznych.
Definicja ta wydaje się prosta, jednak należy zwracać szczególną uwagę na stosowane {\displaystyle \sigma }-algebry. W szczególności, jeżeli o funkcji {\displaystyle f\colon \mathbb {R} \to \mathbb {R} } mówi się, że jest mierzalna w sensie Lebesgue’a, to ma się w rzeczywistości na myśli, iż mierzalna jest funkcja {\displaystyle f\colon (\mathbb {R} ,{\mathcal {L}})\to (\mathbb {R} ,{\mathcal {B}}),} tzn. dziedzina i przeciwdziedzina różnią się {\displaystyle \sigma }-algebrami określonymi na tym samym zbiorze (tutaj {\displaystyle {\mathcal {L}}} oznacza σ-algebrę zbiorów mierzalnych w sensie Lebesgue’a, zaś {\displaystyle {\mathcal {B}}} jest σ-algebrą borelowską na prostej). W wyniku tego złożenie funkcji mierzalnych w sensie Lebesgue’a nie musi być mierzalne w sensie Lebesgue’a.
Jeżeli nie zaznaczono inaczej, to zwykle przyjmuje się, że przestrzeń topologiczna wyposażona jest w σ-algebrę borelowską generowaną przez jej podzbiory otwarte. Najczęściej przestrzenią tą są przestrzenie liczb rzeczywistych bądź zespolonych. Np. funkcja mierzalna o wartościach rzeczywistych – to funkcja, której przeciwobraz dowolnego zbioru borelowskiego jest mierzalny. Analogicznie definiuje się funkcję mierzalną o wartościach zespolonych. Niektórzy autorzy używają terminu „funkcja mierzalna” na oznaczenie funkcji mierzalnych o wartościach rzeczywistych względem σ-algebry borelowskiej.
Funkcje niemierzalne uważane są za patologiczne, przynajmniej z punktu widzenia analizy. W rachunku prawdopodobieństwa (rzeczywiste bądź zespolone) funkcje mierzalne nazywane są zmiennymi losowymi; funkcje mierzalne o wartościach w przestrzeni euklidesowej nazywane są często wektorami losowymi.

## Szczególne przypadki
- Jeżeli {\displaystyle (X,{\mathcal {F}})} oraz {\displaystyle (Y,{\mathcal {N}})} są przestrzeniami borelowskimi, to funkcja mierzalna {\displaystyle f\colon (X,{\mathcal {F}})\to (Y,{\mathcal {N}})} bywa nazywana funkcją borelowską. Funkcje ciągłe są borelowskie, ale nie wszystkie funkcje borelowskie są ciągłe. Mimo wszystko funkcja mierzalna jest niemal funkcją ciągłą, o czym mówi twierdzenie Łuzina. Jeżeli funkcja jest cięciem pewnego przekształcenia {\displaystyle Y{\stackrel {\pi }{\to }}X,} to nazywa się je cięciem borelowskim.
- funkcja mierzalna w sensie Lebesgue’a to funkcja mierzalna {\displaystyle f\colon (\mathbb {R} ,{\mathcal {L}})\to (\mathbb {C} ,{\mathcal {B}}_{\mathbb {C} }),} gdzie {\displaystyle {\mathcal {L}}} oznacza σ-algebrę zbiorów mierzalnych w sensie Lebesgue’a, zaś {\displaystyle {\mathcal {B}}_{\mathbb {C} }} to σ-algebra borelowska liczb zespolonych {\displaystyle \mathbb {C} .} Funkcje mierzalne w sensie Lebesgue’a są w centrum zainteresowania analizy matematycznej z powodu ich całkowalności.
- Zmienne losowe definiuje się jako funkcje mierzalne określone na przestrzeniach próbek (zdarzeń elementarnych).

## Własności
- Suma i iloczyn dwóch funkcji mierzalnych (a więc i ich kombinacje liniowe) o wartościach zespolonych są mierzalne[2]. Mierzalny jest także ich iloraz, o ile nie występuje dzielenie przez zero[1].
- Jeżeli funkcja {\displaystyle f} jest {\displaystyle {\mathcal {M}}_{1}/{\mathcal {M}}_{2}}-mierzalna, a funkcja {\displaystyle g} jest {\displaystyle {\mathcal {M}}_{2}/{\mathcal {N}}}-mierzalna, to ich złożenie {\displaystyle g\circ f} jest {\displaystyle {\mathcal {M}}_{1}/{\mathcal {N}}}-mierzalne[1][3], gdzie sformułowanie „funkcja {\displaystyle {\mathcal {M}}_{1}/{\mathcal {M}}_{2}}-mierzalna” oznacza, że mierzalna jest funkcja {\displaystyle f\colon (X,{\mathcal {M}}_{1})\to (Y,{\mathcal {M}}_{2}).} Innymi słowy złożenie funkcji mierzalnych jest mierzalne, o ile tylko odpowiednie {\displaystyle \sigma }-algebry do siebie pasują (zob. kontrprzykład funkcji mierzalnych w sensie Lebesgue’a we wstępie).
- (Punktowe) kresy dolny i górny (infimum i supremum) oraz granice dolna i górna (limes inferior i superior) ciągu funkcji mierzalnych o wartościach rzeczywistych także są funkcjami mierzalnymi[1][4]. Mierzalne są także funkcje minimum i maksimum.
- Granica punktowa ciągu funkcji mierzalnych jest mierzalna (odpowiednie twierdzenie dotyczące funkcji ciągłych wymaga założeń silniejszych niż zbieżność punktowa, przykładowo zbieżności jednostajnej).

## Funkcje niemierzalne
Spotykane w zastosowaniach funkcje o wartościach rzeczywistych są zwykle mierzalne; jednak nietrudno wskazać funkcje niemierzalne.
- O ile tylko istnieją zbiory niemierzalne przestrzeni mierzalnej, to istnieją także funkcje niemierzalne na niej określone. Jeżeli {\displaystyle (X,{\mathcal {M}})} jest pewną przestrzenią mierzalną, a {\displaystyle A\subset X} jest zbiorem niemierzalnym, tj. {\displaystyle A\notin {\mathcal {M}},} to funkcja charakterystyczna zbioru {\displaystyle \mathbf {1} _{A}\colon (X,{\mathcal {M}})\to \mathbb {R} } jest niemierzalna (gdzie {\displaystyle \mathbb {R} } wyposażona jest w zwyczajową σ-algebrę borelowską), ponieważ przeciwobrazem zbioru mierzalnego {\displaystyle \{1\}} jest zbiór niemierzalny {\displaystyle A.}
- Funkcja stała jest mierzalna względem dowolnej σ-algebry. Dowolna funkcja, która nie jest stałą, może być przekształcona w niemierzalną poprzez wyposażenie dziedziny i przeciwdziedziny w odpowiednie {\displaystyle \sigma }-algebry. Jeżeli {\displaystyle f\colon X\to \mathbb {R} } jest dowolną niestałą funkcją o wartościach rzeczywistych, to {\displaystyle f} jest niemierzalna, jeśli wyposażyć {\displaystyle X} w algebrę antydyskretną {\displaystyle {\mathcal {M}}=\{0,X\},} gdyż przeciwobrazem dowolnego punktu obrazu jest pewien właściwy, niepusty podzbiór {\displaystyle X,} który nie należy do {\displaystyle {\mathcal {M}}.}